# Diego de Aguilar (bispo)
Diego de Aguilar, OP (1616 - 1 de outubro de 1692) foi um prelado católico romano que serviu como bispo de Cebu (1676–1692).

## Biografia
Diego de Aguilar nasceu em Medina de Río Seco, Espanha, e foi ordenado sacerdote na Ordem dos Pregadores. A 16 de novembro de 1676, o Papa Inocêncio XI nomeou-o Bispo de Cebu. No dia 14 de novembro de 1677, foi consagrado bispo por Payo Afán Enríquez de Ribera Manrique de Lara, arcebispo do México. Serviu como Bispo de Cebu até à sua morte a 1 de outubro de 1692. Enquanto bispo, foi o principal consagrador de Felipe Fernandez de Pardo, arcebispo de Manila (1681), e o principal co-consagrador de Andrés González, bispo de Nueva Cáceres (1686).